# Claviere
Claviere är en ort och kommun i storstadsregionen Turin, innan 2015 provinsen Turin, i regionen Piemonte, Italien. Kommunen hade 209 invånare (2017). Claviere gränsar till kommunen Cesana Torinese och till den franska kommunen Montgenèvre.
Claviere ingick i olympiska vinterspelen 2006.